# Vágó Sebestyén
Vágó Sebestyén (Budapest, 1976. szeptember 1. –) állattenyésztő és állategészségügyi technikus, szociálpedagógus, politikus; 2010. május 14. óta a Jobbik Magyarországért Mozgalom országgyűlési képviselője. Vallása római katolikus.

## Életrajz

### Tanulmányai
Általános iskolai tanulmányait Tarjánban és Tatán végezte. 1995-ben maturált, majd 1996-ban technikusi végzettséget szerzett a tatai Jávorka Sándor Mezőgazdasági Szakközépiskola állattenyésztő és állategészségügyi képzésén. 2003-ban a Nyugat-magyarországi Egyetem Benedek Elek Pedagógiai Főiskolai Kar szociálpedagógus levelező szakán végzett.
Alapfokon tud eszperantóul és társalgási szinten tud angolul.

### Politikai pályafutása
2007 óta tagja a Jobbik Magyarországért Mozgalom tagja. 2010. május 14. óta a Jobbik Magyarországért Mozgalom országgyűlési képviselője. 2010. május 14. és 2014. május 5. között az Ifjúsági, szociális, családügyi és lakhatási bizottság tagja. 2014. május 6. és 2015. február 16. között a Népjóléti bizottság tagja. 2015. február 16. óta a Népjóléti bizottság alelnöke.